# Fais que ton rêve soit plus long que la nuit
Fais que ton rêve soit plus long que la nuit (Fie ca visul tău să țină mai mult decât noaptea) este albumul lui Vangelis inspirat de manifestațiile de stradă ale studenților din Franța în anul 1968. Albumul este considerat un poem simfonic și este primul album al lui Vangelis de după perioada Aphrodite's Child.

## Lista pieselor
- Fața A: "Fais que ton rêve soit plus long que la nuit" - 15:32
  - "C'est une nuit verte"
  - "Celle des barricades"
  - "Nuit verte ou rouge ou bleue ou noire"
  - "Qu'importe mon ami"
  - "Cela importe mon ami"
  - "L'espoir de la victoire"

- Fața B: "Fais que ton rêve soit plus long que la nuit" - 15'25
  - "Le rêve est réalite"
  - "Jouissez sans entraves"
  - "Vivez sans temps morts"
  - "Baisez sans carottes"

## Informații album
Toată muzica este compusă, aranjată, produsă și interpretată de Vangelis.

Inginer înregistrări: Charles Raucher

Ingineri asistenți: Jean-Claude Connan and Didier Pitois

Înregistrat la Studio Europa-Sonor

Versurile sunt inspirate din inscripțiile de pe zidurile din Paris, mai 1968.

Fanfara: "La gerbe des mandolines"

Înregistrări pe străzi: Luc Perini